# Albizia numidarum
Albizia numidarum là một loài thực vật có hoa trong họ Đậu. Loài này được Capuron miêu tả khoa học đầu tiên.

## Tên gọi khác
- Numidarum Albizia
- Albizia Numidarum
- Numidarum Tree

## Nơi sống
Albizia numidarum có nguồn gốc từ Madagascar và có thể được tìm thấy trong các khu rừng rụng lá khô, bụi rậm hoặc thảo nguyên.

## Đặc điểm
Loài cây này có tán lá rộng, thân cây thẳng với đường kính lên đến 1 mét. Lá cây mọc xen kẽ, nhẵn và dài đến 30cm.

## Lợi ích, công dụng
Albizia numidarum được sử dụng như một loại cây cảnh, lấy gỗ, và làm thuốc.

## Hoa, hạt và cây giống
Albizia numidarum có hoa nhỏ màu vàng-trắng mọc thành chùm. Hạt là một quả nhỏ màu nâu sẫm. Cây con nhỏ và mảnh khảnh.

## Trồng trọt và nhân giống
Albizia numidarum là một loại cây phát triển nhanh, có thể đạt chiều cao lên tới 20 mét. Nó có thể được nhân giống từ hạt hoặc bằng cách giâm cành. Hạt giống phải được gieo ở đất thoát nước tốt và giữ ẩm cho đến khi hạt nảy mầm. 
Nếu trồng bằng cách giâm, nên cắt cành từ cây trưởng thành và trồng nơi thoát nước tốt, đất ẩm đến khi bén rễ.